# Sergij Svjatčenko
Sergij Svjatčenko (dansko Sergei Sviatchenko), ukrajinski umetnik in slikar, * 1952, Harkov.
Živi na Danskem. Svjatčenko je diplomiral na Akademiji za umetnost in arhitekturo v Harkovu leta 1975, leta 1986 pa je na Šoli za arhitekturo v Kijevu pridobil doktorski naslov.

## Slog
Svjatčenkov slog je zlahka prepoznati. Gre za nekakšen abstraktni ekspresionizem. Motiv večkrat prebarva, s čimer doseže motiv, ki v umih gledalcev zbudi določena čustva. V mnogih njegovih krajinskih slikah je globina slike pomembnejša od samega motiva.